# الخرابة (القطن)

'

تعديل مصدري - تعديل

الخرابة هي إحدى قرى عزلة القطن بمديرية القطن التابعة لمحافظة حضرموت، بلغ تعداد سكانها 135 نسمة حسب تعداد اليمن لعام 2004.